# 삼일병원
삼일병원(SAMIL HOSPITAL)은 대구광역시 달서구에 위치한 종합병원이다. 

## 연혁
- 2008년 삼일병원 개원
- 2010년 종합검진센터 증축 및 외래진료실 확장 이전
- 2011년 지역응급센터 지정
- 2018년 9월 1일 종합병원 승격